# Marija Lastauskienė
Marija Lastauskienė geb. Ivanauskaitė (poln. Maria Lastowska, née Iwanowska; * 15. Maijul. / 27. Mai 1872greg. in Šiauliai; † 19. Juli 1957 in Kaunas) war eine litauisch-russische Schriftstellerin.

## Leben
Marijas Vater Nikodem Iwanowski war Maler und Schriftsteller aus polnisch-litauischem Kleinadel. Sie verbrachte ihre Jugend auf dem Hof der Familie in Paragiai (Rajongemeinde Akmenė) mit Polnisch als Muttersprache.  Sie erhielt keine formale Ausbildung und bildete sich selbst durch das Lesen von Romanen polnischer Autoren. Mit 16 Jahren ging sie nach Warschau und arbeitete als Näherin im Geschäft ihrer Tante. Mit 17 Jahren begann sie zu schreiben. Ihre erste Erzählung Bez steru (Ohne Ruder) erschien in einer Warschauer Zeitung.
1903 heiratete Marija den belarussischen Literaturkritiker und Politiker Wazlaw Lastowski (litauisch Vaclovas Lastauskis). Nach Aufenthalten in St. Petersburg und Riga und Scheidung kam Marija 1907 nach Vilnius zu ihrer älteren Schwester Sofija, die sie ermutigte, mehr zu schreiben. Beide Schwestern schrieben und veröffentlichten seit 1905 unter dem gemeinsamen Pseudonym Lazdynų Pelėda (Hasel Eule), wobei Sofija Marijas polnische Texte redigierte und ins Litauische übersetzte. Daher ist nicht immer klar, welche Werke welcher Schwester zuzuordnen sind. Die Öffentlichkeit bemerkte nicht, dass sich hinter Lazdynų Pelėda zwei Personen verbargen, zumal die Schwestern sich in Thematik und Schreibart nicht unterschieden.
Während des Ersten Weltkrieges kehrten die Schwestern auf den Familienhof in Paragiai zurück. Nach dem Tode ihrer Schwester Sofija 1926 schrieb Marija litauische Texte, die ihre Tochter korrigierte. Ihre ersten unter ihrem Namen veröffentlichten Werke waren die Kurzgeschichte Auka (Opfer, 1907–1908) und der Roman Šviesa ir šešėliai (Licht und Schatten, 1925–1926). Unter dem Einfluss der Polnischen Literatur spiegeln ihre Werke einerseits gefühlvollen Idealismus und Melancholie wider und andererseits auch Realismus. Häufiger stellte sie Städter und Fabrikarbeiter dar als Dörfler und Bauern. 1938 ließ sich Marija in Kaunas nieder.
1966 wurde auf dem Familienhof in Paragiai ein Museum zur Erinnerung an die beiden Schwestern eingerichtet. 1993 wurde für die beiden Schwestern in Vilnius ein Denkmal errichtet.